# Giuseppe Paviglianiti
Giuseppe Paviglianiti (Palermo, 20 luglio 1941 – Palermo, 6 maggio 2000) è stato un personaggio televisivo e attore italiano.

## Biografia
Nato e vissuto a Palermo, per vivere svolgeva l'attività di dattilografo presso una copisteria gestita da due anziane signore. In passato era stato anche un aspirante cantautore dalla comicità involontaria, che divenne star di uno show ispirato al programma radiofonico La Corrida di cui ha anticipato la versione televisiva, dedicato ai "dilettanti allo sbaraglio", chiamato Il Pomofiore, in onda con grande successo sull'emittente locale TGS tra il 1975 e il 1981. Sposatosi con una donna in cattive condizioni di salute, va ad abitare in una via parallela a quella in cui, anch'egli fresco sposo, è andato ad abitare il regista Franco Maresco, che lo incontra spesso per strada e ne rimane molto incuriosito, senza però avere il coraggio di fermarlo e parlargli. Rimasto vedovo dopo soli tre anni di matrimonio, viene avvicinato da Franco Maresco, affiancato dall'amico e socio Daniele Ciprì, che gli propone un progetto televisivo, che egli accetta con entusiasmo.
(Tipica esclamazione di Paviglianiti, in risposta all'interlocutore fuori campo, negli sketch di Cinico TV)
Paviglianiti viene quindi portato alla ribalta nazionale nel 1992 da Daniele Ciprì e Franco Maresco, quando diviene uno dei protagonisti dei grotteschi ed assurdi sketch televisivi di Cinico TV, trasmissione di Rai 3, in cui interpreta un personaggio affetto da meteorismo e flatulenza, canterino, grezzo ma dai modi affabili, talvolta anche in versione en travesti, spesso richiamato per il suo stesso vero cognome da una voce fuori campo, dello stesso Franco Maresco. Quasi sempre a torso nudo con espressione fissa, mammelle cascanti e pancia rigonfia in evidenza, surrealmente ripreso in un bianco e nero da cinema muto con tanto di assolvenze a iris e di giochi di luci e ombre in una Sicilia rurale, desolata e arcaica, Paviglianiti entra nell'immaginario collettivo.
Soprannominato "Il Buddha di Palermo" per la sua imponente stazza, nel 1995 è attore nel film Lo zio di Brooklyn, anch'esso diretto dalla coppia di registi-autori palermitani, in cui interpreta la parte del guardiano dei cani. Terminata la trasmissione Cinico TV nel 1996, torna nell'anonimato. Muore nel maggio del 2000 a 59 anni, venendo sepolto nel Cimitero di Santa Maria dei Rotoli a Palermo; tuttavia nel 2007 i suoi resti vengono dispersi in un ossario comune dopo l'esumazione a fine concessione dalla tomba a terra, poiché nessuno ha pagato per lui una celletta.

## Filmografia
- Lo zio di Brooklyn, regia di Ciprì e Maresco (1995)
- Totò che visse due volte, regia di Ciprì e Maresco (1998)

## Televisione
- Cinico TV – programma TV (1992-1996)

## Curiosità
- Nel 2006 alcuni suoi sketch sono stati riproposti nel programma televisivo I migliori nani della nostra vita, trasmesso su LA7 e anch'esso curato da Ciprì e Maresco[12][13].
- Il 31 marzo 2011, a cura della Cineteca di Bologna, è uscito il cofanetto, DVD e booklet, dal titolo Cinico TV Volume primo 1989-1992, contenente tutti gli episodi, anche inediti, prodotti negli anni dal 1989 al 1992[10]. Successivamente, nel 2013 viene pubblicato il Volume secondo 1993-1996, e nel 2017 il conclusivo Volume terzo 1998-2007, senza però la presenza di Paviglianiti[14].